# Jan Etienne Gonsal
Jan Etienne Gonsal, ook wel Jean Etienne Gonzal (Schiedam, ? – Azië, 4 juli 1770) was een militair en schipper in dienst van de VOC. Hij leidde in 1756 een expeditie met de schepen Rijder en Buys naar Nieuw-Holland, het huidige Australië.

## In dienst bij de VOC
Gonsal nam in oktober 1742 dienst bij de VOC en voer toen als adelborst op het schip Herstelder van de VOC-kamer Amsterdam naar Batavia, waar hij op 28 mei 1743 aankwam. De Herstelder, gebouwd als oorlogsschip en het jaar daarvoor gekocht van de Admiraliteit van Amsterdam, had de nieuwe gouverneur-generaal Van Imhoff aan boord als passagier. Gonsal maakte daarna in Indië carrière als zeeofficier. Ten tijde van de expeditie naar Nieuw-Holland was hij luitenant.

## Expeditie naar Nieuw-Holland

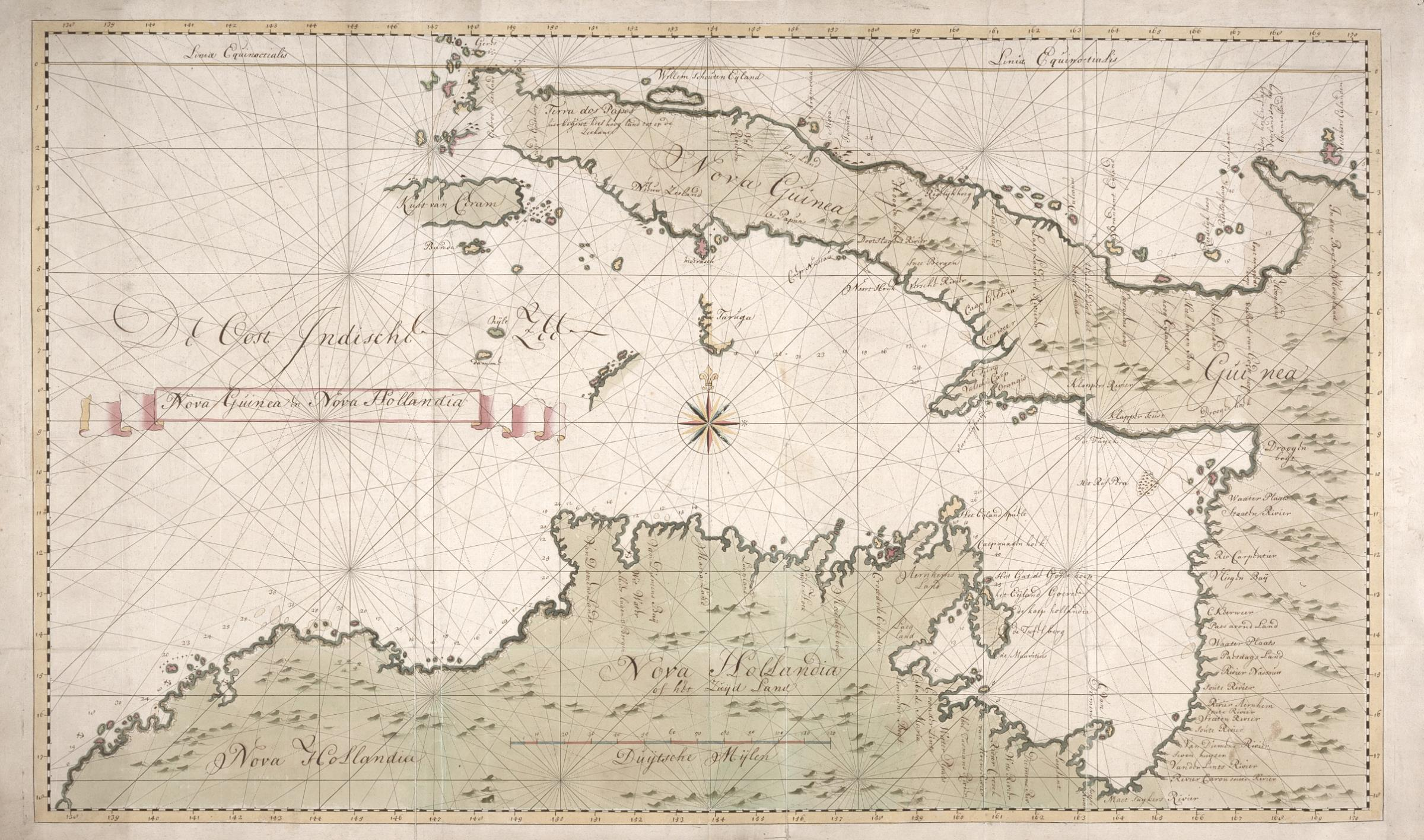
Australië, Nieuw-Guinea en de Golf van Carpentaria op een kaart van rond 1725.

De expedities van de VOC naar het Zuidland hadden in de 17e eeuw geen handelsmogelijkheden opgeleverd, dus was in de 18e eeuw de belangstelling niet zo groot meer. Toch werd in 1756 nog een keer een expeditie uitgerust. De aanleiding was een bericht van een Chinese handelaar, die op jacht naar schildpadshoorn vanuit fort Concordia op Timor door stromingen ver naar het zuiden was afgedreven en een week later land had gevonden. Hij had daar vriendelijke mensen aangetroffen, 'zoo mans als vrouwen, gansch naakt en ongewapend...menschen van een bovengemeene grootte en robuustheid, zeer zwart en het haar kroes, doch tamelijk lang'. Dit bericht wekte de interesse van de Heren XVII, waarop in december 1755 gouverneur-generaal Mossel en de Raad van Indië besloten twee schepen op onderzoek uit te sturen: de barken Rijder en Buys. De leiding droegen zij op aan Gonsal. Hij voerde het bevel op de Rijder. De stuurman Lavienne Lodewijk van Asschens deed dat op de Buys. Als leidraad kregen ze het verslag van de expedities van Maerten van Delft en Jacob Weyland in 1705 mee. De journalen van beide schepen zijn niet bewaard gebleven, maar wel een rapport van 30 september 1756 dat op basis van die journalen geschreven werd door de equipagemeester Gerrit de Haan in Batavia.
Op 8 februari 1756 vertrokken de schepen uit Batavia. Op 26 maart aangekomen bij de Banda-eilanden raakten ze door een zware storm van elkaar gescheiden. De Rijder kwam op 4 april in zicht van Kaap Valsch (de meest westelijke punt van Yos Sudarso op Nieuw-Guinea). Op 10 april werd het 'Hoog Eyland' of 'Hoge Land' bereikt (het huidige Prince of Wales Island op de noordelijkste punt van Queensland in Australië). Was Gonsal hier naar het oosten gevaren dan had hij de Torres Straat kunnen ontdekken, maar hij ging naar het zuiden langs de oostkust van de Golf van Carpentaria tot ongeveer bij wat nu Duyfken Point heet in de Albatross Bay (Tasmans Vliegenbaai). De kust werd beter in kaart gebracht.
De zeelieden gingen op meerdere plaatsen aan land en ontmoetten groepen aborigines. Gonsal liet dan arak met suiker rondgaan. De aborigines wezen de weg naar enkele drinkwaterbronnen. Op 26 mei en 15 juni werden twee aborigines met behulp van arak tegen hun wil meegevoerd naar de Rijder, om hen mee te nemen naar Batavia. Dit was in strijd met de instructies, waarin stond dat zoiets alleen uit vrije wil mocht gebeuren. In Batavia hoopte men het taalprobleem te kunnen overwinnen. Ergens anders vonden de zeelieden een kano gemaakt van boombast. Ook die ging mee. Vervolgens stak de Rijder de Golf van Carpentaria over naar Arnhemland. Daar ging in een storm beide ankers verloren, zodat Gonsal eind juni besloot om via Timor terug te keren naar Batavia.

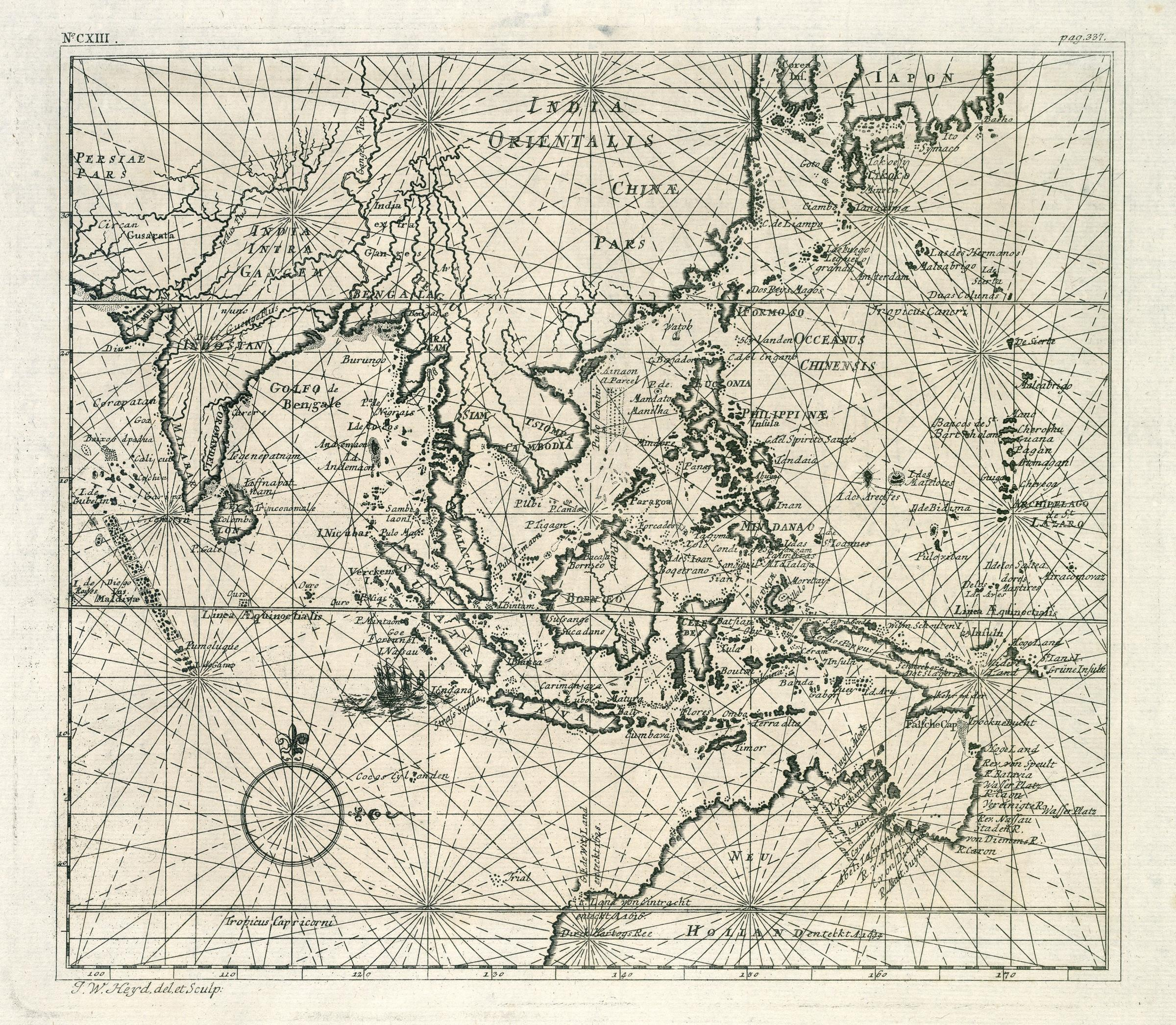
Azië en Australië op een kaart van rond 1740.

De Buys kwam vanaf de Banda-eilanden op 23 april aan bij dezelfde kust als de Rijder, en voer toen naar het noorden. Men voegde enkele plaatsnamen toe aan de kaart, zoals de Asschens-hoek (het huidige Duyfken Point), de Batavia-rivier en het Buys-eiland. Nog verder naar het noorden stuurde Van Asschens op 30 april de schuit met twee stuurlieden, een kwartiermeester en vijf matrozen erop uit 'om de gronden te gaan ondersoeken'. Ook hier was een kans om de doorgang tussen Nieuw-Holland en Nieuw-Guinea te ontdekken, in wat de Droge Bocht werd genoemd, een gebied vol eilanden en gevaarlijke ondieptes. De schuit kwam echter niet meer terug, vermoedelijk vanwege de sterke stroming. Na tot 12 mei gewacht te hebben moest men vanwege gebrek aan drinkwater en brandhout de terugtocht aanvaarden. Op 20 mei arriveerde de Buys in Timor-laoet, en op 24 juli in Batavia, een dag vóór de Rijder. Van de bemanning van de schuit is nooit meer iets vernomen.
De Raad van Indië was ontevreden over de resultaten van de expeditie, en zei van Gonsal en Van Asschens dat 'd'eene weinig en d'andere niets uitgevoerd heeft'. De beide aborigines waren gezond en wel in Batavia aangekomen. Aangezien, zo schreef men aan de Heren XVII, 'de eene al Maleitsch spreekt, kan er in het vervolg nog wel eenig berigt dier landen volgen'.

## Nieuw-Guinea
Gonsal werd een jaar later tot schipper benoemd. In 1762 nam hij als hoofd der zeelieden deel aan een grote patrouillevloot onder de koopman Jan Jonkers die vanuit Ternate naar Nieuw-Guinea voer om het 'smokkelnest' Oni te bestrijden. Van hier werden specerijen op de markt gebracht en er waren Britse schepen waargenomen. Het gerucht ging dat de Britten er een fort wilden bouwen. Voordat de vloot daar aankwam werd men echter overvallen door ziekte. Velen stierven, ook Jonkers. Gonsal was de enige gezaghebber die in leven bleef. Hij nam toen het commando over en besloot in overleg met de overgebleven schippers om terug te keren naar Ternate. De terugkeer werd na onderzoek door de Raad van Indië als een terechte beslissing beoordeeld. Het gerucht over de Britten bleek loos alarm te zijn.
Gonsal bleef de rest van zijn leven in dienst van de VOC in Azië. Hij stierf op 4 juli 1770.
- Biografisch Portaal: 07181947
- Digitale Bibliotheek voor de Nederlandse Letteren: gons002
- Virtual International Authority File: 287895913